# Ustup Volnistyj
Ustup Volnistyj är en bergstopp i Antarktis. Den ligger i Östantarktis. Australien gör anspråk på området. Toppen på Ustup Volnistyj är 2 013 meter över havet.
Terrängen runt Ustup Volnistyj är platt åt nordväst, men åt sydost är den kuperad. Trakten är obefolkad. Det finns inga samhällen i närheten.